# Scutelliseta orbitalis
Scutelliseta orbitalis är en tvåvingeart som beskrevs av Richards 1968. Scutelliseta orbitalis ingår i släktet Scutelliseta och familjen hoppflugor. Inga underarter finns listade i Catalogue of Life.